# Stara Brîkulea, Terebovlea
Stara Brîkulea (în ucraineană Стара Брикуля) este un sat în comuna Hmelivka din raionul Terebovlea, regiunea Ternopil, Ucraina.

## Demografie
Componența lingvistică a localității Stara Brîkulea
     Ucraineană (99,77%)
     Alte limbi (0,23%)
Conform recensământului din 2001, majoritatea populației localității Stara Brîkulea era vorbitoare de ucraineană (99,77%), existând în minoritate și vorbitori de alte limbi.